# 富松城
富松城（とまつじょう）は、兵庫県尼崎市にあった日本の城。現在でも土塁、水堀の遺構が確認できる。

## 概要
富松城は、伊丹城、大物城、越水城の中間地点にあり、境界防衛や連絡の城として攻防の要となり、たびたび戦火に見舞われている。長期にわたってここを本拠地とした城主はなく、戦乱のたびに入れ代わった戦歴がある。

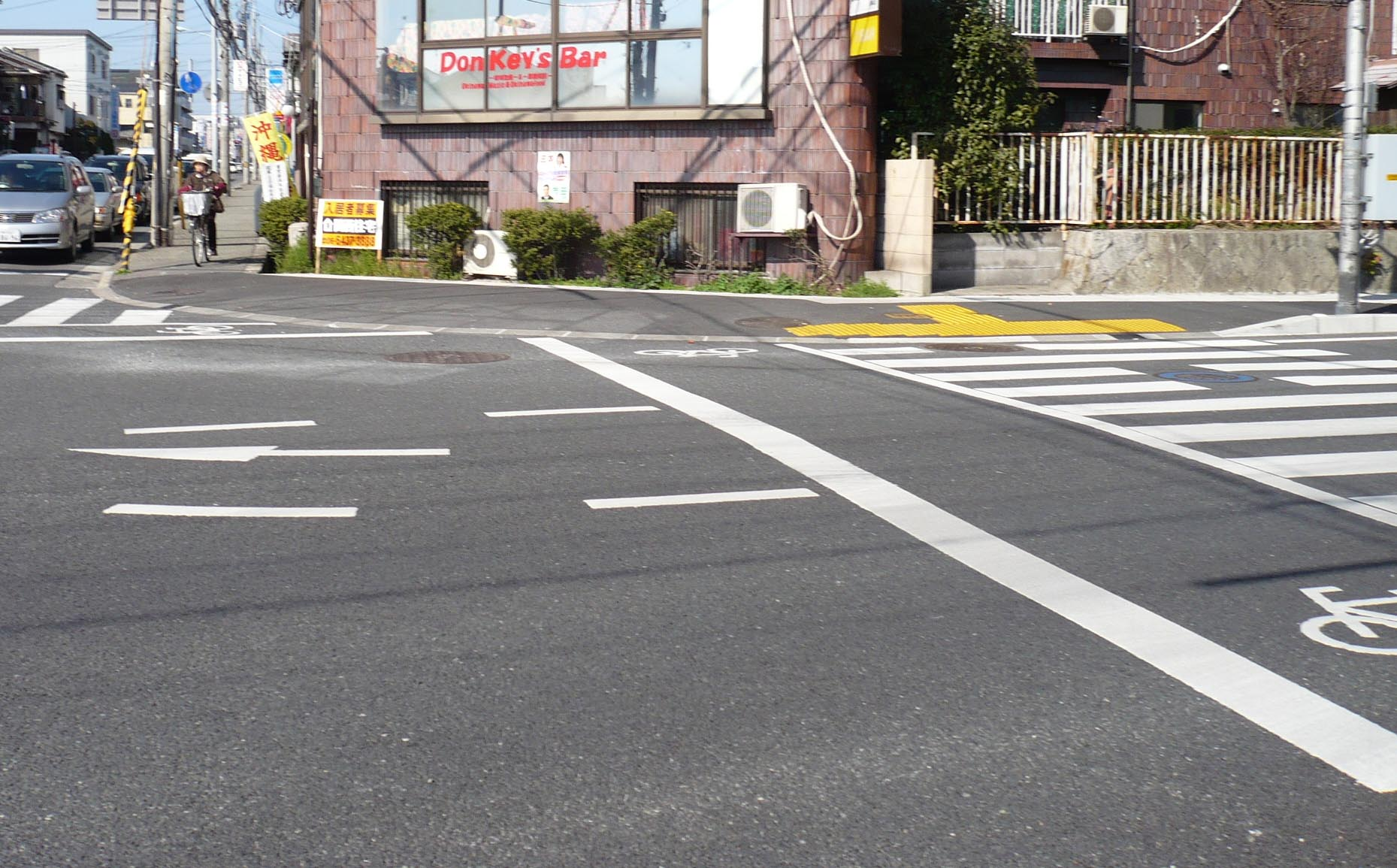
矢倉台の土台推定地

富松城の規模は、それまで東西80m、南北100mの小規模な城と思われていたが、平成6年（1994年）の発掘調査で東西に150m、南北200mの館城で、周囲に土塁、二重の水堀がめぐらされている中規模の城であったことが推定された。また、昭和38年（1963年）の道路工事に伴う発掘調査からは、矢倉台の土台らしき遺構が発見された。

## 沿革
長享元年（1487年）11月の「年貢算用状」に富松城の初見が見受けられる。平安時代にはこの地は富松荘と呼ばれた荘園であった。この時代から薬師寺氏が管理しており、築城も薬師寺氏の可能性が高いと思われる。

### 戦場となる富松城

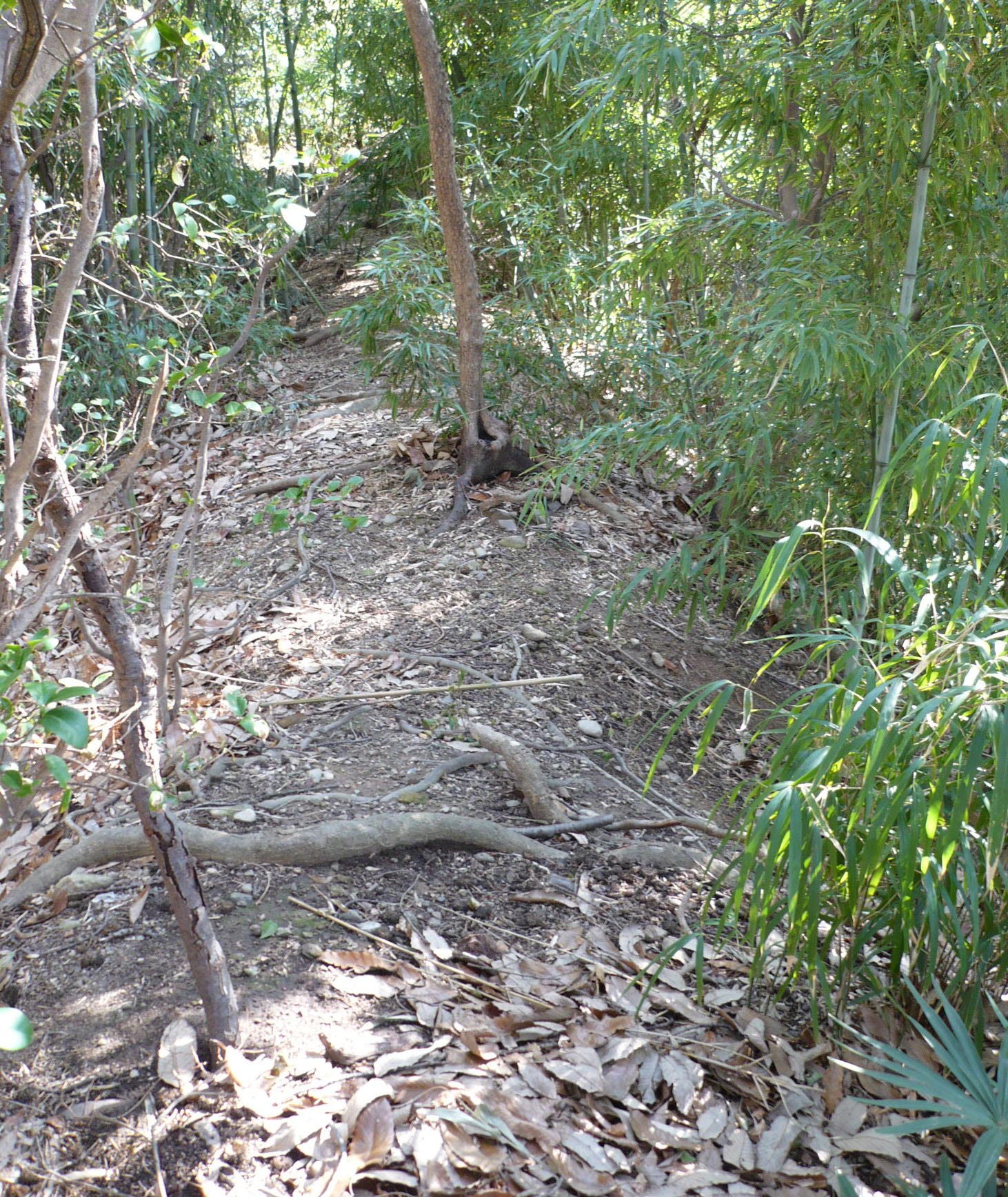
土塁跡

最初の戦火は永正16年（1519年）の越水城の合戦で、細川高国軍は瓦林正頼を援護するために富松城に陣をひいたが、その後正頼が越水城を開城したため、細川澄元方の武将が入城した。
次の戦いは享禄3年（1530年）で、大永7年（1527年）の桂川原の戦いで敗れた高国は、浦上村宗の力を借りて摂津に侵攻。この際に細川晴元派として富松城を防衛していたのは薬師寺国勢であった。享禄3年9月21日、高国軍は神呪寺城から朝駆けで攻撃したが、晴元派の救援があり一旦兵を引いた。しかし同年10月19日、再び攻め込み薬師寺軍を伊丹城に敗走させ、富松城を高国軍の本陣とした。薬師寺氏は代々高国派であったが、例外的に薬師寺国勢は高国に敵対していた。しかしこの敗走により再び高国派に寝返った。この後大物崩れで高国が自害し、薬師寺氏も勢力を失うことになる。
主が居なくなった富松城が次に歴史に姿を現すのが、天文10年（1541年）である。一庫城の戦いで2ヶ月間包囲していた三好長慶軍は、木沢長政軍が大軍で攻めてきたためいったん越水城に兵を引いたが、逆に木沢軍は越水城を包囲し、後詰の軍を富松城に配置した。木沢軍は越水城へ攻撃を開始、西宮に放火して回った。これに対し三好軍は阿波に援軍を求め、同年10月2日に反撃を開始、包囲軍を撃退し富松城も落城させた。

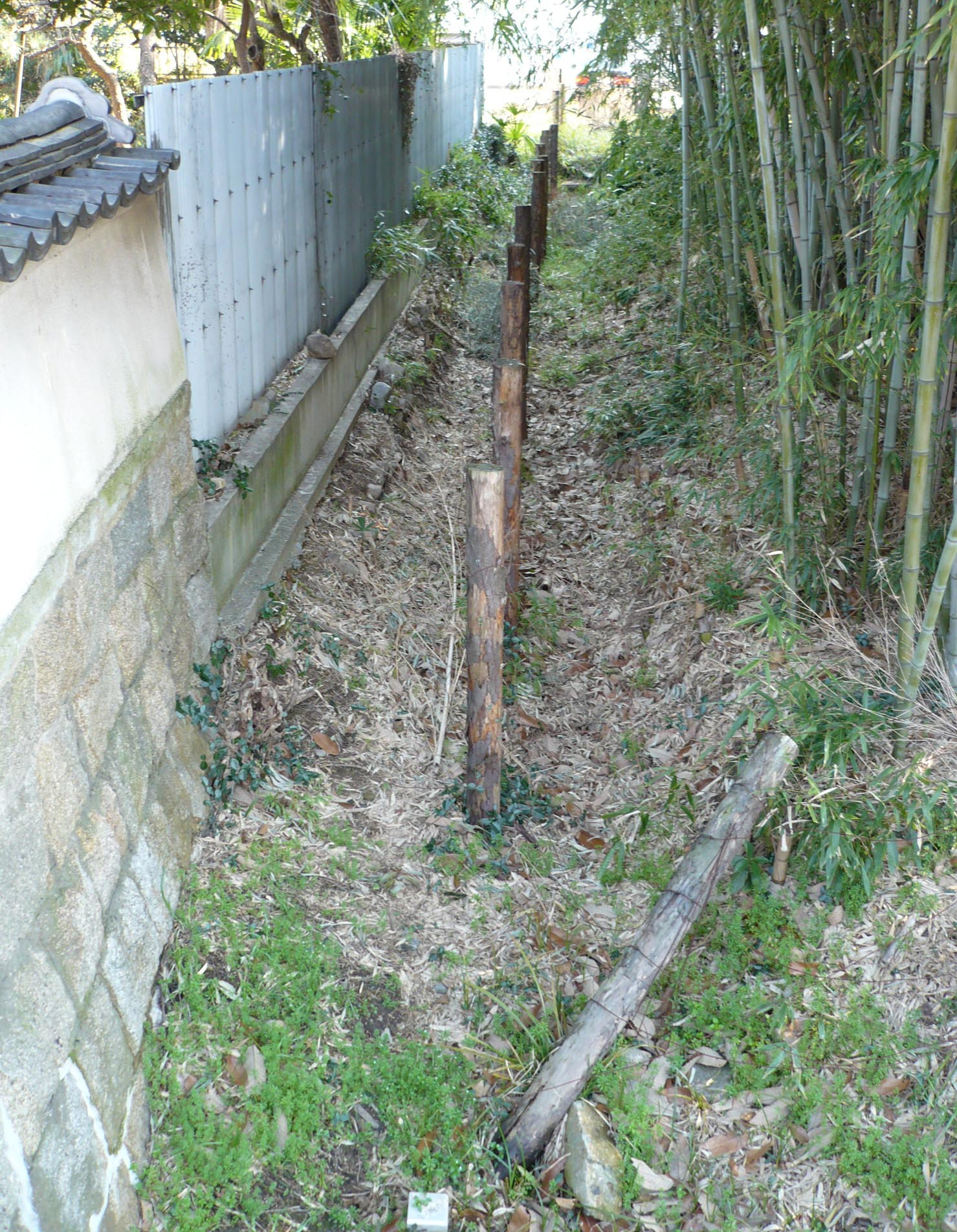
水堀跡

その後富松城は三好長慶派に占拠されていた。三好政長と長慶との争いの中で、政長軍は越水城と中嶋城の長慶軍を分断を目的として天文18年（1549年）5月1日に富松城を攻撃するものの、落城させることはできずに退却した。その後江口の戦いで政長は戦死、長慶方が勝利した。長慶は最後まで抵抗していた伊丹城を落とすため、天文19年（1549年）1月11日に富松城に入城したが、結局同年3月28日に和議が成立した。

### 廃城
富松城が廃城となった時期は明確でない。三好長慶時代には越水城の支城になり、織田信長の摂津進攻により越水城を放棄するまでは三好方の武将が詰めていたと思われる。『細川家記』によると、「牧丞大夫・新五父子、先祖は橘姓、薬師寺次郎左衛門公義末流、摂津国河辺郡富松の城主・富松与一郎元亮の男で、同郡牧村(現伊丹市荒牧ヵ)に住して牧を名乗り、青竜寺より仕える」とあり、信長の摂津進攻より降りて、城主の子が長岡藤孝（細川幽斎）に仕えたようである。城は天正年間（1573年 - 1592年）までは存続したと思われるが（『立花志橋』）、その後の経過については不明である。

## 二カ所一城説
三好長慶時代『細川両家記』や『足利季世記』によると、「西富松城」「東富松城」という記述が見受けられる。このことにより二カ所一城、現在の富松城と同規模の城がもう一つあったのではないかという説もある。
- 東富松城
  - 兵庫県尼崎市武庫之荘東2丁目付近（水堀、土塁の遺構が残っているのは東富松城）
- 西富松城
  - 兵庫県尼崎市富松町2丁目付近（現富松神社境内地）

## 城跡へのアクセス
- 電車でのアクセス

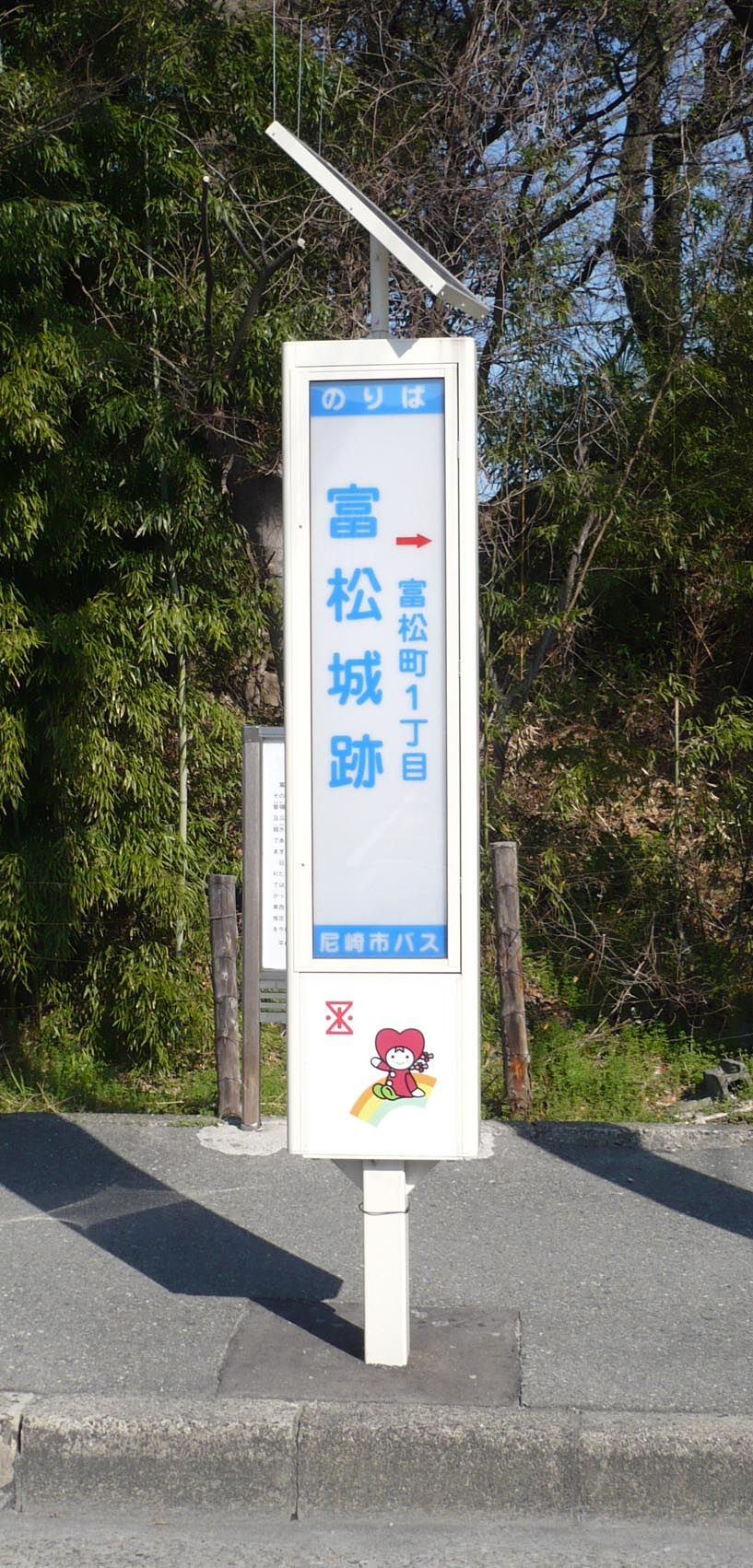
富松城のバス停(現在は阪神バスのバス停となっている)

  - 阪急神戸本線武庫之荘駅 - 阪神バス尼崎市内線43番・43-2番・48番・48-2番／伊丹立花線 「富松城跡」停留所